# Kitajskij serviz
Kitajskij serviz (Китайский сервиз) è un film del 1999 diretto da Vitalij Moskalenko.

## Trama
Il film è ambientato nel 1913 su un piroscafo che parte per Nižnij Novgorod per celebrare il 300 ° anniversario della Casa dei Romanov. Si sa che i truffatori cercheranno di battere un ricco commerciante russo a poker, ma non si sa chi esattamente.